# Cololejeunea retusula
Cololejeunea retusula là một loài Rêu trong họ Lejeuneaceae. Loài này được (Mitt.) H.A. Mill. mô tả khoa học đầu tiên năm 1981.